# 王有德 (1953年)
王有德（1953年9月—），宁夏灵武人，回族。曾任宁夏灵武白芨滩国家级自然保护区管理局党委书记。
2018年12月18日，被授予“改革先锋”称号。2019年9月16日，被授予“人民楷模”国家荣誉称号。